# 莫兰河畔拉塞勒
莫兰河畔拉塞勒（法語：La Celle-sur-Morin，法語發音：[la sɛl syʁ mɔʁɛ̃] ⓘ）是法国法蘭西島大區塞纳-马恩省的一个市镇，属于莫城区。 

## 地理
莫兰河畔拉塞勒（48°48'23"N, 2°57'57"E）面积7.26 平方千米，位于法国法蘭西島大區塞纳-马恩省，该省份为法国北部内陆省份，北起瓦兹省，西接埃松省、马恩河谷省、塞纳-圣但尼省和瓦兹河谷省，南至卢瓦雷省，东南接约讷省，东临马恩省和奥布省，东北接埃纳省。
与莫兰河畔拉塞勒接壤的市镇（或旧市镇、城区）包括：波默斯、法尔穆捷、盖拉尔、欧特弗耶。

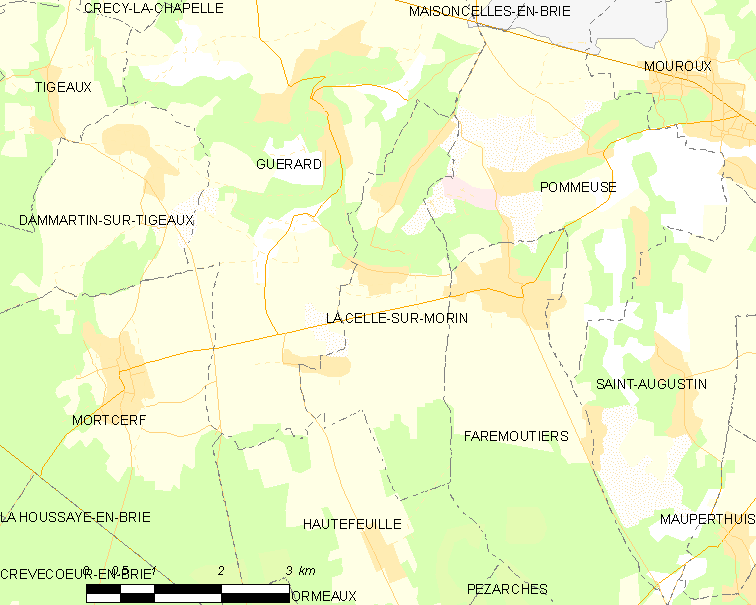
莫兰河畔拉塞勒的OSM定位图

莫兰河畔拉塞勒的时区为UTC+01:00、UTC+02:00（夏令时）。

## 行政
莫兰河畔拉塞勒的邮政编码为77515，INSEE市镇编码为77063。

## 政治
莫兰河畔拉塞勒所属的省级选区为库洛米耶县。

## 人口

1962-2008年间莫兰河畔拉塞勒人口变化图示

莫兰河畔拉塞勒于2022年1月1日时的人口数量为1246人。